# حمادي العقربي
حمادي العقربي (20 مارس 1951 - 21 أغسطس 2020) واسمه الحقيقي محمد بن رحيّم، هو أحد أفضل اللاعبين في تاريخ النادي الصفاقسي والمنتخب التونسي. فاز مع النادي الصفاقسي بالبطولة التونسية أعوام 1978 و1981 و1983. يلقب بساحر الجيلين. لعب مع النادي الصفاقسي سنة 1970 وساهم معه في تحقيق العديد من البطولات واحترف مع النصر السعودي عقب نهائيات كأس العالم 1978. اعتزل لعب كرة القدم نهائيًّا في العام 1989، بعدما بدأ الابتعاد منذ العام 1986. 

## المسيرة
يلعب حمادي العقربي كلاعب وسط مهاجم في النادي الرياضي الصفاقسي الرياضي تحت رقم 8، والذي تم حذفه من قبل النادي في عام 2017 لتكريم الأسطورة الحية للنادي.
تم تدشين تمثال يبلغ ارتفاعه 2.5 متر في 21 أكتوبر / تشرين الأول 2017 أمام ملعب الطيب المهيري في صفاقس بحضور مسؤولين إقليميين وشخصيات ولاعبين سابقين بالنادي مثل المختار ذويب.
في 21 أغسطس 2020 توفي في عيادة خاصة في صفاقس. في اليوم التالي خلال حفل تأبين له، أعلن رئيس الحكومة آنذاك إلياس الفخفاخ أنه تم تغيير اسم الملعب الأولمبي برادس من بعده. أثار هذا الإعلان مفاجأة لرئيس بلدية رادس الذي أشار إلى أن المجلس البلدي اجتمع في 24 أغسطس لاتخاذ قرار طعن. بالإضافة إلى ذلك، ينص مرسوم بتاريخ 12 يوليو / تموز 2019 على أنه لا يُسمح بإعطاء أسماء الموتى إلا بعد ثلاث سنوات من تاريخ الوفاة.

## وفاته
توفي حمادي يوم الجمعة 21 أغسطس (آب) 2020 الموافق 2 محرم 1442 عن عمر 69 عامًا بعد معاناة وصراع طويل مع المرض الذي جعله يلازم إحدى المصاحات الخاصّة بصفاقس قبل وفاته بأربعة أيام.
وفي وقت لاحق، أعلن النادي الصفاقسي إطلاق اسم «فقيد كرة القدم التونسية الأسطورة حمادي العقربي» على مركب النادي. ونشر الاتحاد التونسي لكرة القدم، على صفحته الرسمية رسالة تعزية بالفقيد العقربي، كما تقررت إقامة دقيقة صمت تسبق مباريات الأسبوع 21 للدوري التونسي الممتاز لكرة القدم، ترحماً على روح اللاعب العقربي.

## روابط خارجية
- حمادي العقربي ساحر الاجيال وبطل ملحمة الأرجنتين في ذمّة الله
- حمادي العقربي على موقع الاتحاد الدولي (مؤرشف)  (الإنجليزية)
- حمادي العقربي على موقع قاعدة بيانات كرة القدم.إي يو (الإنجليزية)
- حمادي العقربي على موقع ناشيونال فوتبول تيمز (الإنجليزية)
- حمادي العقربي على موقع عالم كرة القدم.نت (الإنجليزية)